# Радево (област Сливен)
 За другото българско село вижте Радево (Област Варна).  
Рàдево е село в Югоизточна България, община Нова Загора, област Сливен.

## География
Село Радево се намира на около 37 km юг-югозападно от областния център град Сливен, около 11 km юг-югоизточно от общинския център град Нова Загора и около 17 km североизточно от град Раднево. Разположено е в северозападните подножия на Светиилийските възвишения. Надморската височина в центъра на Радево е около 198 m. Климатът е преходно-континентален.
През селото минава второкласният републикански път II-55, който на север води към град Нова Загора, а на юг през селата Млекарево, Новоселец, Радецки и други – към връзка при град Свиленград с автомагистрала „Марица“. Третокласният републикански път III-5503 води от Радево на изток през селата Сокол, Еленово, Златари, Бояджик и Болярско към град Ямбол.
Землището на село Радево граничи със землищата на: село Дядово на запад и северозапад; село Езеро на север; село Полско Пъдарево на североизток; село Сокол на изток; село Млекарево на юг; село Богданово на югозапад.
В землището на село Радево има 4 микроязовира.

## Население
Населението на село Радево, наброявало 864 души при преброяването към 1934 г. и 897 към 1946 г., намалява до 161 (по служебен документ на НСИ от 2022-12-31) към 2022 г.
При преброяването на населението към 1 февруари 2011 г., от обща численост 218 лица, за 189 лица е посочена принадлежност към „българска“ етническа група, за нито едно – към „ромска“, за 7 – „не се самоопределят“ и за 20 – „не отговорили“, а за „турска“ и „други“ не са посочени конкретни данни. В същото време там има значителна група тракийски калайджии, които започват да се заселват в селото през 60-те години на XX век.

## История
След Руско-турската война (1877 – 1878 г.) по Берлинския договор 1878 г. селото – носещо име Чифлѝк, остава в Източна Румелия; присъединено е към България след Съединението 1885 г., а през 1906 г. е преименувано на Радево.
Училище в селото е имало – по предположения, още преди Освобождението. Първата училищна сграда е построена през 1894 – 1895 г., а новата – през 1960 – 1961 г. От 1963 г. към училището се открива общежитие-интернат. Към училището има и полудневна детска градина. От учебната 1991/1992 г. основното до тогава училище става начално, като учениците се набират само от ромския квартал в Нова Загора, и е открит подготвителен клас с цел преди първи клас децата да научат български език. Класовете са четири – подготвителен, първи, втори и трети. В края на учебната 1992/1993 г. е закрита детската градина поради намаления брой на децата. От учебната 1993/1994 г. се въвежда и IV клас и паралелките в училището стават пет. Началното училище „Свети Свети Кирил и Методий“ в село Радево е закрито през 2012 г.
Читалище „Пробуда“ е създадено през 1929 г. и първоначално се помещава в сградата на училището.

## Обществени институции
Село Радево към 2023 г. е център на кметство Радево.
В село Радево към 2023 г. има действащо читалище „Пробуда 1929“;

## Личности
- Велко Дачев (1844 – 1921) – знаменосец на четата на Таньо войвода.